# Josep Abril i Virgili
Josep Abril i Virgili, né en 1869 et mort en 1918, est un poète et dramaturge catalan. Il s'est illustré dans la production d'œuvres simples à comprendre avec des leçons de morale, qui furent publiées par l'intermédiaire d'organisations catholiques.

## Publications
Ouvrages divers
- La Barretina
- La Creu de Montseny
- Lo Pensament Català
- Cu-Cut!
- Bon Seny : Livre sur la sagesse catalane (seny) encouragée par Josep Torras i Bages. Illustré par Joan Junceda, il contient des aphorisme, fables et proverbes humoristiques reposant sur des principes chrétiens traditionnels[1]. D'abord publié en catalan avant la guerre civile espagnole, il devint sous la dictature de Franco un livre recherché lorsque les publications en catalan furent drastiquement limitées. Neuf ans après la mort de Franco, il fut réimprimé par une maison d'édition catholique installée à Barcelone[2].

Pièces de théâtre
- Furor pessebrista (1897),
- L’Home roig (1913)
- La mort de l’avi (1898)
- D'extrem a extrem (1896)
- Lo roure centenari (1897)
- El castell de Montsoliu (1898)
- Cadena del captiu (1900)
- Iselda (1901)
- Cami del vici (1912) [3]